# 4651 Wongkwancheng
4651 Wongkwancheng је астероид главног астероидног појаса са средњом удаљеношћу од Сунца која износи 2,850 астрономских јединица (АЈ).
Апсолутна магнитуда астероида је 12,8.